# Club de escritores de misterio Honkaku de Japón
Honkaku Mystery Writers Club of Japan, Club de Escritores de Misterio Honkaku de Japón (本格ミステリ作家クラブ Honkaku Misuteri Sakka Kurabu?) es una organización japonesa que se dedica a escribir misterio honkaku (es decir, auténtico, ortodoxo) 
La organización fue fundada el 3 de noviembre de 2000 por Yukito Ayatsuji, Natsuhiko Kyogoku, Hiroko Minagawa, Kaoru Kitamura, Tetsuya Ayukawa y otros escritores de misterio. Actualmente está presidido por Rintaro Norizuki y cuenta con unos 170 miembros.
Presenta los Honkaku Mystery Awards a escritores cada año y produce la antología anual.

## Misterio Honkaku
El misterio honkaku (es decir, auténtico, ortodoxo) es uno de los subgéneros de la ficción de misterio que se centra en el "juego limpio". Las novelas de misterio escritas durante la "Edad de Oro" de la novela de misterio (por ejemplo, las novelas de Ellery Queen ) se consideran ejemplos de misterio honkaku.

## Presidentes
1. Alice Arisugawa (2000-2005) ( ja:有栖川有栖)
2. Kaoru Kitamura (2005-2009)
3. Masaki Tsuji (2009-2013)
4. Rintaro Norizuki (2013–)

## Antologías
El HMC comenzó a producir la antología anual en 2001.
- Honkaku Mystery 01 ( Kodansha, Tokio, 2001,ISBN 4-06-182195-4 )
- Honkaku Mystery 02 (Kodansha, Tokio, 2002,ISBN 4-06-182251-9 )
- Honkaku Mystery 03 (Kodansha, Tokio, 2003,ISBN 4-06-182320-5 )
- Honkaku Mystery 04 (Kodansha, Tokio, 2004,ISBN 4-06-182377-9 )
- Honkaku Mystery 05 (Kodansha, Tokio, 2005,ISBN 4-06-182435-X )
- Honkaku Mystery 06 (Kodansha, Tokio, 2006,ISBN 4-06-182484-8 )
- Honkaku Mystery 07 (Kodansha, Tokio, 2007,ISBN 978-4-06-182530-7 )
- Honkaku Mystery 08 (Kodansha, Tokio, 2008,ISBN 978-4-06-182599-4 )
- Honkaku Mystery 09 (Kodansha, Tokio, 2009,ISBN 978-4-06-182654-0 )
- Honkaku Mystery 10 (Kodansha, Tokio, 2010,ISBN 978-4-06-182720-2 )
- Mejor Misterio Honkaku 2011 (Kodansha, Tokio, 2011,ISBN 978-4-06-182782-0 )
- Mejor Misterio Honkaku 2012 (Kodansha, Tokio, 2012,ISBN 978-4-06-182837-7 )
- Mejor Misterio Honkaku 2013 (Kodansha, Tokio, 2013,ISBN 978-4-06-182870-4 )
- Mejor Misterio Honkaku 2014 (Kodansha, Tokio, 2014,ISBN 978-4-06-299016-5 )
- Mejor Misterio Honkaku 2015 (Kodansha, Tokio, 2015,ISBN 978-4-06-299047-9 )